# 巴里尼亚
巴里尼亚是巴西圣保罗州的一个市镇。总面积146.567平方公里，总人口30249人，人口密度206.4人/平方公里。